# Заупокоен храм на Хатшепсут
Погребалният храм на Хатшепсут е погребален комплекс от полускален тип в Луксор, наричан още Djeser-Djeseru (най-свещен от свещените), издигнат от фараон Хатшепсут.
Издигнат е в периода 1478 – 1458 г. пр.н.е. на надморска височина 107 м. Вграден е в северния край на варовиковите скали на Дейр ел-Бахри и в много отношения се различава от храмовете на останалите владетели. Той е така оригинален, както и личността на самата владетелка.

## История
Хатшепсут е единственото дете на фараона Тутмос I и първата му съпруга Яхмос (Ahmose). Омъжена е за полубрат си Тутмос II, син на баща ѝ от втората му жена Мутнофрет (Mutnofret), който наследява престола от Тутмос I. След смъртта на мъжа си 21-годишната Хатшепсут се качва на престола, като лишава от това право 12-годишния си доведен син Тутмос III. Обявява го за едноличен фараон, а тя самата управлява като негов регент. Половин година след това жреците я обявяват за пълноправен фараон. Царицата господства над Египет в продължение на около 21 години. Още с взимането на властта тя започва грандиозни строителни работи, включително и изграждането на храма. След завършването му, скалният храм на Хатшепсут в Луксор надминава всички съществуващи подобни египетски структури, а неговите размери, архитектура и декорации удивляват съвременниците.
Когато след време Тутмос III се възкачва на престола, той започва да отмъщава на мащехата си, като заповядва унищожаването на всичко, което напомня за Хатшепсут. Всеки спомен за нея бил заличен, всички скулптури в храма разбити и закопани недалеч от него. Според друга теория Тутмос III прави това не по своя воля, а под влияние на жреци и влиятелни чиновници, които отричат принципа, че една жена може да бъде фараон, въпреки че при нея Египет процъфтява. Дълго време се е приемало, че мумията на владетелката е безвъзвратно изгубена, докато през 1903 г. е открита от Хауърд Картър и прибрана в Египетския музей в Кайро като неизвестна. Едва през 2007 г., след ДНК-анализ е доказано, че мумията е на Хатшепсут.
Въпреки всичко заупокойният храм на Хатшепсут остава важен религиозен център. В него са погребвани жреците на Амон и Монту, богът-покровител на Тива. Много хора водят в него болни с надеждата, че ще бъдат излекувани. И днес по стените му могат да се прочетат надписи с молби за изцеление. В периода на ранното християнство храмът за кратко е превърнат в копска църква, а по-късно – разрушен. По други данни е функционирал като християнски манастир, откъдето идва модерното му име Дейр ел-Бахри, на арабски – „Северен манастир“.
Полуразрушеният храм е открит през 1891 г. от швейцарския египтолог Едуард Навил, който пръв се опитва да го реконструира. По-късно нови опити правят американският египтолог Хърбърт Юстис Уинлок и френският Емил Барез. Известно време с реставрацията на храма се занимава и Хауърд Картър, археологът, който по-късно открива гробницата на фараона Тутанкамон. За изучаването и възстановяването на трите нива на храма от 1961 г. до днес отговаря Полската национална академия на науките. От пролетта на 1995 г. първите две нива са почти завършени, а най-високото ниво все още е в процес на реконструкция.

## Местоположение
Мястото за строителството на храма е много внимателно избрано с помощта на математици и земемери. Спират се на територия, лежаща по мислената ос, свързваща Големия храм на Амон Ра в Карнак с Долината на царете, където вече е подготвена гробницата на Хатшепсут. Изборът е направен така, че храмът и гробницата да попаднат близо един до друг. Разположен е внимателно, за да се избегнат евентуални скални срутвания, за разлика от съседните храмове на Ментухотеп II и Тутмос III.
Храмът на Хатшепсут е идеално ситуиран, за да се подчертаят астрономическите събития в посока на източния хоризонт, който включва Луната, Слънцето, съзвездието Орион и звездата Сириус. Основната ос на храма е поставена на азимут от около 116° и е съобразена със зимното слънцестоене, което в нашето съвремие се случва на 21 или 22 декември всяка година. В дните на зимното слънцестоене оста на храма се изравнява с точката на изгрева. Слънчевата светлина прониква през отвор в покрива на светилището на Амон и попада в задната му част. След това слънчевият лъч извършва движение вдясно и огрява една от статуите на Озирис, поставени от двете страни на вратата. Движението продължава докато попадне върху стоящата на колене фигура на Тутмос III и завършва своя път при образа на Хапи, богът на река Нил. Всичко това дава поредното доказателство, че небесните явления са играли съществена роля при строителството на някои от храмовете на Египет – например Храмът на Хор в Тиванския некропол, заупокойните храмове на Аменхотеп III в Курна, на Аменхотеп I в Дейр ел-Медина, на Ментухотеп II в Дейр ел-Бахри и други.
Храмът е значително отдалечен от постройките на останалите владетели в Тиванския некропол, включващ Долината на царете и Долината на цариците. На границата между пустинята и плодородните земи край Нил е издигнат огромен обелиск, откъдето към него тръгва пътят на процесиите, от двете страни на който са били поставени статуи на сфинксове. Самият комплекс е истинско инженерно постижение за своето време.
Вграждането на храма в скалите не е случайно, а е специално търсен ефект. Близо до комплекса е разположен храмът на фараона Ментухотеп II, считан за първия фараон на Средното царство. Храмът на Хатшепсут в много отношения имитира този на Ментухотеп от преди над 500 години, но е много по-голям и грандиозен. По този начин Хатшепсут вероятно изразява почитта си към него и демонстрира приемствеността на поколенията, както и законното си право да седи на египетския престол.

## Архитектура
Хатшепсут не жали нито време, нито средства за строителството на своя храм. Грандиозният план, по който е изграден комплексът, принадлежи на архитекта Сененмут, фаворит на царицата. Сененмут не е само архитект, той носи титлата „Наследствен принц, единствен приятел на фараона, пазител на печата, началник на съкровищницата, началник на дома на Амон, началник на тайнствата в този дом, началник на житницата на Амон, ръководител на всички царски дела, жрец на Амон, началник на стадата му, ръководител на празниците, възпитател на най-възрастната принцеса“. На доста от стените на храма се срещат негови изображения и надписи с името му.
Пътят на процесиите, започващ от обелиска, е с ширина 37 м. Самият храм е вграден в стръмна варовикова скала с височина над 100 м. Височината му е приблизително 30 м, дължината му – 240 м, ширината – 100 м и навлиза на 97 м навътре в хълма. Състои се от три огромни тераси, разположени една над друга и свързани с дълги, наклонени рампи със стълби в средата. Предполага се, че рампите са били предвидени за изкачване с колесници. Заедно те образуват път за процесии, подобен на този в Гиза, но в края се намира планината, а не пирамида. Рампите и колонадите повтарят линията на скалите и така целият комплекс се вписва органично в околната среда. В миналото на терасите са били обособени градини с цветя, храсти, езерца и дървета. На всяка тераса са разположени градина, портици с колонади от двете страни и светилища, които навлизат дълбоко в скалите.
Комплексът се налага над околния пейзаж със своето великолепие, разнообразие и размери. Ясните и строги линии на белите колони подчертано се открояват на фона на жълтите скали. Интериорът поразява с пищния и изискан вкус – външната порта е изработена от черна мед, с бронзови и кехлибарени инкрустации, а вътрешните – от кедър. Златните и сребърни плочи по пода прекрасно се съчетават с цветните стенописи по стените. Вътрешната украса е допълнена със скъпоценни метали, черно дърво, алабастър, бронз и други скъпи материали.
За храма са присъщи важната роля и количеството на колоните както във вътрешния, така и във външния дизайн, изобилието на статуи и релефи, многоцветните стенописи, луксозното обзавеждане и разнообразието на вложените материали. Всички тези черти са характерни за храма на Хатшепсут, но са и типични за храмовата архитектура на Новото царство.

### Първа тераса
Пътят на процесиите свършва при първата тераса, където се е намирала градина с необичайни за този район цветя, екзотични храсти и дървета като тамяново дърво и мирта, донесени от страната Пунт (вероятно днешна Етиопия, Еритрея или Северна Сомалия). В нея са били разположени и две Т-образни свещени езера.
Най-ниското ниво е заобиколено от парапет, украсен със скулптурни фигури на соколи. В края на тази тераса има портик с 22 квадратни колони и рампа, която ги разделя. В стари времена тук са били поставени лъвски фигури и огромни статуи на Хатшепсут. На същото ниво е имало сложни и изящни релефи с изображения на военни паради и строителни дейности. По-голямата част от тях показват многобройните пътувания на Хатшепсут. След нейната смърт обаче, всички те са унищожени. Остават само релефите, изобразяващи Тутмос III, и сцени от изработката и транспортирането на два големи обелиски по река Нил.

### Втора тераса
Второто ниво донякъде повтаря първото – то също има портик с четириъгълни колони и рампа към следващата тераса. На времето на него е била засадена градина с дървета и езеро. Освен релефите по парапета на рампата, са били поставени и няколко сфинкса. Пред стъпалата за третата тераса също са стояли сфинксове, но изработени от розов мрамор.
На Анубис са посветени две светилища в храмовия комплекс – на второ и трето ниво. Предполага се, че това е направено за да се подчертае, че този бог стои на стража от началото при раждането на царицата, до края на прехода ѝ към задгробния живот. Встрани от портиците са изградени две самостоятелни светилища – вдясно на покровителя на задгробния живот и балсамирането Анубис и вляво на богинята на любовта и музиката Хатор. Самото място Дейр ел-Бахри от древни времена е посветено на Хатор. Всяко от светилищата включва по 12 хипостилни зали и множество ритуални помещения, продължаващи навътре в скалата.
Колоните в храма на богинята Хатор са от така наречения тип „хатор“ – всяка от тях напомня на свещения музикален ударен инструмент систрум. Увенчани са с капители, изработени във вид на лице на богинята с кравешки уши и корона на главата, чиито краища са спирално извити така, че да напомнят кравешки рога. От централната част на короната се издигат две кобри (урей), атрибут на божествената власт, които над главите си носят два слънчеви диска.
В храма на Анубис богът е представен по традиционния начин – с тялото на човек и глава на чакал. Той седи на трон, който на свой ред почива върху малък пиедестал. Тъй като египтяните използват минерални, а не растителни бои, цветовете все още са сравнително запазени.
Под втората тераса, в подножието на главната колонада и огромните статуи на Хатшепсут, Сененмут, вероятно тайно, подготвя гробница и за самия себе си. Интериорът ѝ е бил много по-сложен, отколкото се полага на един велможа, практически такъв, какъвто е приет само за фараоните. Великият архитект и строител, фаворит на царицата, пожелал и след смъртта си да бъде близо до нея. Но явно не е бил положен там, тъй като при разкопките не са открити никакви следи от погребение. Не е бил погребан и в официалната си гробница, изградена на друго място, според придворните канони. Просто от един момент нататък всички данни за него изчезват и името му не се споменава никъде повече.
- Светилището на Хатор
- Светилището на Хатор
- Хатор
- Колона на Хатор
- Светилището на Анубис
- Анубис със слънчевия диск

### Трета тераса
Най-горната тераса е предназначена за провеждане на ритуали. Посветена е на боговете, които покровителстват живота и земята на Египет. Обградена е от всички страни с колонади, които оформят обширен вътрешен двор с ширина 23 м. Вътрешните колони, за разлика от всички останали, са осмоъгълни. В дъното, в стената зад колонадата, са оформени 18 ниши за статуи на царицата, отново изобразена като Озирис. Входът към двора е бил затворен с тежка, гранитна порта.
Сърцето на целия комплекс е светилището на Амон, „Светая Светих“, което се намира в центъра, прорязано на 19 м дълбоко в скалите, и е главната част от храма. Там е изградено и светилището на родителите на Хатшепсут – баща ѝ Тутмос I и майка ѝ Яхмос. В дясната част на терасата се намира светилището на Слънцето и зала за открити съдебни заседания с централен олтар. Вляво от вътрешната колонада е изградено светилище, посветено на Кралския култ. Тук всички изображения на Хатшепсут са били унищожени и заменени с образи на Тутмос III.
В лявата част на третото ниво е издигнато светилището на Хатшепсут. Входът към него, изсечен в скалата, някога е бил украсен с портик с огромни статуи на царицата, които са се виждали дори и от корабите, плаващи по река Нил. Зад него е изсечена сложна система от скални подземни зали, обилно декорирани с най-ценните материали в древността. Главната врата е изпълнена от черна мед с инкрустирани златни и сребърни елементи. Край нея отново са поставени статуи на Хатшепсут-Озирис. Една от декорациите на външната стена е повдигнатият релеф на бог Хор, смятан за първия фараон на Египет. Изобразен е с глава на сокол, върху която е поставена двойната корона на Долен и Горен Египет.
- Трета тераса
- Входът към светилището на Хатшепсут
- Останки от колонадата
- Светилището на Слънцето
- Светилище на Амон
- Входът към светилището на Амон

## Релефи и изображения
Релефите по стените на храма отразяват настоящето и миналото на египетския народ. По стените в южната част на долния портик е нарисувано изработването и пренасянето на обелиските, предназначени за строителството на храма на Амон в Карнак. Те са направени в Сиене (днешен Асуан) и транспортирани по река Нил. По тези на първото ниво е разработена темата за обединението на Египет.
По стените на северния портик на втората тераса са изобразени сюжети, свързани със събирането и обработката на папирусовите растения, които се асоциират с Долен Египет. Идеята за обединение на Долен и Горен Египет е подчертана още един път по перилата на рампата между второто и трето ниво на храма. Те са украсени с огромни кобри, чиито опашки се издигат до горната част на парапета. Тази змия е олицетворение на богинята Уаджет, покровителка на Долен Египет. Над главите на кобрите е изобразен Хор, един от важните божества на Горен Египет. Цялата композиция символизира единството на огромната за времето си държава.
Въпреки че с царуването си доказва мъдростта и способностите си да управлява, за Хатшепсут е било изключително важно често да демонстрира правото си на фараонската титла. Затова по стенописите е рисувана с мъжки дрехи и тясна, дълга, изкуствена, церемониална брада. Главният сюжет по северния портик на второ ниво (понякога наричан Родилна колонада) е историята на божественото зачеване и раждането на царицата. Според легендата, богът на Слънцето Амон Ра приема образа на Тутмос I и се съвкуплява с неговата отпочиваща съпруга Яхмос. По време на бременността ѝ боговете даряват детето с твърд характер, много необходим за един фараон. Релефите завършват с раждането на божествената дъщеря Хатшепсут. Това още един път доказва правото ѝ да властва над страната.
Композицията на южния портик на втората тераса е посветена на похода в страната Пунт на източния африкански бряг. Ако се вярва на хрониките, походът е бил толкова мащабен, че жителите, виждайки мощта на флота и войската на фараона, веднага и доброволно се предават и приемат да бъдат колония на Египет. По стените на храма тази кампания е разказана в стенописи до най-малките подробности. Големи кораби с гребци, вдигнали платна се приближават към брега, а капитанът дава последни нареждания. Носачите вече са се приготвили да натоварят ценните придобивки – благовонни масла в плътно запушени съдове, странни и непознати плодове, дървета за разсад в дървени сандъци и много други. Заедно с египтяните са пристигнали да се поклонят на Хатшепсут вождът на страната и неговата дебела, късокрака жена. Релефите се отличават с отчетливи контури и нежна, топла цветова гама.
Един от значимите аспекти на второто ниво е, че там се показва един от първите записани документи, отнасящи се за търговско пътуване. По-конкретно, релефът пресъздава високопоставен служител на Хатшепсут и експедицията до Пунт, която продължава 3 години – от 1482 г. пр.н.е. до 1479 г. пр.н.е.
- Релеф на сокол (Хор), крава (Хатор) и кобра (Уаджет) на трета тераса
- Релефи по колона на трета тераса
- Стенопис от светилището на Хатор
- Релеф от светилището на Хатор
- Свещеният скарабей в светилището на Амон
- Светилището на Амон

## Скулптури
Преди в целия храмов комплекс са се намирали около 200 статуи, 140 от които – на сфинксове. Скулптурите представят Хатшепсут в три образа – като Озирис, като фараон и като сфинкс. При тяхното създаване е обърнато специално внимание на външния вид на царицата, като лицето ѝ всеки път е детайлно изваяно. Благодарение на това днес ние можем да си представим как точно е изглеждала Хатшепсут.
Пътят на процесиите, водещ към храма, е бил украсен от двете страни с ярко оцветени сфинксове с главата на Хатшепсут в образа на Озирис, разположени на всеки 10 метра. Изображенията носят атрибути на царската власт – немес и дълга тясна брада, но лицето принадлежи на красива и нежна жена. Жълтите тела на сфинксовете се открояват ярко на белия пиедестал, по който са изсечени образите на пленници, символ на победите на Хатшепсут.
Всяка от колоните на портиците е допълнена със статуя на Хатшепсут, изобразявана като бог Озирис, в бели одежди и кръстосани пред гърдите ръце. В тях тя държи атрибутите на царската власт – скиптър със закривената форма на пастирска гега и камшик. Скиптърът показва връзката на владетеля със земеделието, както и символ на защитата и грижата за поданиците му. Камшикът е знак за страшния гняв на фараона и правото му да наказва.
Голямата статуя на Хатшепсут-Озирис е стояла пред една от колоните на трето ниво. Озирис, който е бог на плодородието, възкресението и задгробния живот, обикновено е изобразяван увит като мумия, държащ в ръцете си жезъл, извит като гега и скиптър във вид на млатило, примитивен инструмент за вършеене. Скулптурата държи в дясната си ръка жезъла на Озирис с йероглифа за „господство“, а в лявата – скиптъра с йероглифа за „живот“. Лицето има деликатните черти на Хатшепсут, която носи двойната корона на обединен Египет и фалшива брада с извит връх.
- Хатшепсут
- Хатшепсут
- Хатшепсут с атрибутите на царската власт
- Светилището на Амон
- Скулптура на Хор
- Сфинкс на първа тераса